# Bandolier
Albums de Budgie
In for the Kill
(1974) If I Were Brittania I'd Waive the Rules
(1976)
Singles
1. I Ain't No Mountain
Sortie : 1976

Bandolier est le cinquième album studio du groupe de rock gallois, Budgie. Il est sorti en septembre 1975 sur le label MCA Records en Europe et sur A&M Records en Amérique du Nord et a été produit par le groupe lui-même.

## Historique
Cet album fut enregistré dans les Rockfield Studios à Monmouth au Pays de Galles et aux Mayfair Sound Studios de Londres. Il se classa à la 36 e place des charts britanniques.
Le groupe de heavy metal anglais, Iron Maiden reprendra la chanson en 1992 "I Can't See My Feelings" pour la placer en face B de son single "From Here to Eternity".
En 2004 l'album fut remastérisé et comprendra quatre titres supplémentaires dont "Honey" la face B du single "I Ain't No Mountain", deux titres enregistrés en public au Chatham Town Hall en 1980 et la chanson "Who do you Want for Your Love" et sa vidéo enregistrée pour le The Old Grey Whistle Test de la chaine anglaise BBC Two en 1975.
Le dessin de la pochette est signé par l'artiste anglais Patrick Woodroffe.

## Liste des titres
Face 1
| No | Titre                         | Auteur                     | Durée |
| -- | ----------------------------- | -------------------------- | ----- |
| 1. | Breaking All the House Rules  | Burke Shelley, Tony Bourge | 7:22  |
| 2. | Slipaway                      | Shelley, Bourge            | 3:57  |
| 3. | Who Do You Want for Your Love | shelley, Bourge            | 6:07  |

Face 2
| No | Titre                                                        | Auteur               | Durée |
| -- | ------------------------------------------------------------ | -------------------- | ----- |
| 4. | I Can't See My Feelings                                      | Shelley, Bourge      | 5:49  |
| 5. | I Ain't No Mountain                                          | Andy Fairweather-Low | 3:22  |
| 6. | Napoleon Bona-Part One - 2:36 "Napoleon Bona-Part Two - 4:39 | Shelley, Bourge      | 7:15  |

Titres bonus réédition 2004
| No  | Titre                                          | Auteur          | Durée |
| --- | ---------------------------------------------- | --------------- | ----- |
| 7.  | Honey (face B du single "I Ain't No Mountain") | Shelley, Bourge | 3:23  |
| 8.  | Breaking All the House Rules (Live, 1980)      | Shelley, Bourge | 6:32  |
| 9.  | Napoleon Bona-Part One & Two (Live, 1980)      | Shelley, Bourge | 8:00  |
| 10. | Who Do You Want for Your Love (Live 1975)      | Shelley, Bourge | 6:26  |

## Musiciens
- Burke Shelley: basse, chant
- Tony Bourge: guitares
- Steve Williams: batterie, percussions
- John Thomas: guitare sur les titres 8 & 9

## Charts
| Pays        | Durée du classement | Meilleur classement |
| ----------- | ------------------- | ------------------- |
| Royaume-Uni | 4 semaines          | 36 e                |